# سینمای لیبریا
سینمای لیبریا به صنعت فیلم‌سازی در لیبریا اشاره دارد. سینمای لیبریا اگرچه نقش مهمی در فرهنگ مردم این سرزمین داشته اما ۲ مانع اساسی شامل جنگ‌های داخلی بین سال‌های ۱۹۸۹ تا ۱۹۹۷ با به جای گذاشتن ۲۵۰ هزار کشته و همچنین شیوع بیماری ویروسی ابولا در سال‌های ۲۰۱۴ و ۲۰۱۵ در این سرزمین؛ همواره سد راه اعتلای فرهنگ و سینما در این کشور شده‌است. در دهه ۹۰ تعداد سالن سینما در مونروویا پایتخت لیبریا ۳ عدد بود که در حال حاضر فقط یک سالن فعال است.
از سال ۲۰۱۴ یک سازمان مردم نهاد دانشجویی به نام کریتریون مونروویا در مونروویا سرو شکل گرفته که حدود ۴۰ فیلم هنری شامل آثار مستند و فیلم کوتاه و بلند ساخته‌است.